# Grand Prix Toskánska 2020
Grand Prix Toskánska 2020 (oficiálně Formula 1 Pirelli Gran Premio della Toscana Ferrari 1000 2020) se jela na okruhu Mugello v Scarperia e San Piero v Itálii dne 13. září 2020. Závod byl devátým v pořadí v sezóně 2020 šampionátu Formule 1.

## Kvalifikace
| Poř.                       | No. | Jezdec             | Konstruktér               | Časy v kvalifikaci | Časy v kvalifikaci | Časy v kvalifikaci | Pořadí na startu |
| Poř.                       | No. | Jezdec             | Konstruktér               | Q1                 | Q2                 | Q3                 | Pořadí na startu |
| -------------------------- | --- | ------------------ | ------------------------- | ------------------ | ------------------ | ------------------ | ---------------- |
| 1                          | 44  | Lewis Hamilton     | Mercedes                  | 1:15.778           | 1:15.309           | 1:15.144           | 1                |
| 2                          | 77  | Valtteri Bottas    | Mercedes                  | 1:15.749           | 1:15.322           | 1:15.203           | 2                |
| 3                          | 33  | Max Verstappen     | Red Bull Racing-Honda     | 1:16.335           | 1:15.471           | 1:15.509           | 3                |
| 4                          | 23  | Alexander Albon    | Red Bull Racing-Honda     | 1:16.527           | 1:15.914           | 1:15.954           | 4                |
| 5                          | 16  | Charles Leclerc    | Ferrari                   | 1:16.698           | 1:16.324           | 1:16.270           | 5                |
| 6                          | 11  | Sergio Pérez       | Racing Point-BWT Mercedes | 1:16.596           | 1:16.489           | 1:16.311           | 7                |
| 7                          | 18  | Lance Stroll       | Racing Point-BWT Mercedes | 1:16.701           | 1:16.271           | 1:16.356           | 6                |
| 8                          | 3   | Daniel Ricciardo   | Renault                   | 1:16.981           | 1:16.243           | 1:16.543           | 8                |
| 9                          | 55  | Carlos Sainz Jr.   | McLaren-Renault           | 1:16.993           | 1:16.522           | 1:17.870           | 9                |
| 10                         | 31  | Esteban Ocon       | Renault                   | 1:16.825           | 1:16.297           | Bez času           | 10               |
| 11                         | 4   | Lando Norris       | McLaren-Renault           | 1:16.895           | 1:16.640           |                    | 11               |
| 12                         | 26  | Daniil Kvjat       | AlphaTauri-Honda          | 1:16.928           | 1:16.854           |                    | 12               |
| 13                         | 7   | Kimi Räikkönen     | Alfa Romeo Racing-Ferrari | 1:17.059           | 1:16.854           |                    | 13               |
| 14                         | 5   | Sebastian Vettel   | Ferrari                   | 1:17.072           | 1:16.858           |                    | 14               |
| 15                         | 8   | Romain Grosjean    | Haas-Ferrari              | 1:17.069           | 1:17.254           |                    | 15               |
| 16                         | 10  | Pierre Gasly       | AlphaTauri-Honda          | 1:17.125           |                    |                    | 16               |
| 17                         | 99  | Antonio Giovinazzi | Alfa Romeo Racing-Ferrari | 1:17.220           |                    |                    | 17               |
| 18                         | 63  | George Russell     | Williams-Mercedes         | 1:17.232           |                    |                    | 18               |
| 19                         | 6   | Nicholas Latifi    | Williams-Mercedes         | 1:17.320           |                    |                    | 19               |
| 20                         | 20  | Kevin Magnussen    | Haas-Ferrari              | 1:17.348           |                    |                    | 20               |
| 107% času vítěze: 1:21.051 |     |                    |                           |                    |                    |                    |                  |
| Zdroj:                     |     |                    |                           |                    |                    |                    |                  |

Poznámky
1. ↑  Sergio Pérez obdržel trest posunu o 1 místo vzad za zavinění kolize s Kimim Räikkönenem během tréninku.
2. 1 2  Daniil Kvjat a Kimi Räikkönen zajeli shodný čas. Daniil Kvjat tohoto času dosáhl dříve a díky tomu startoval před Kimim Räikkönenem.

## Závod
| Poř.                                                                | No. | Jezdec             | Konstruktér               | Počet kol | Čas/Odstoupení | Pořadí na startu | Body |
| ------------------------------------------------------------------- | --- | ------------------ | ------------------------- | --------- | -------------- | ---------------- | ---- |
| 1                                                                   | 44  | Lewis Hamilton     | Mercedes                  | 59        | 2:19:35.060    | 1                | 26   |
| 2                                                                   | 77  | Valtteri Bottas    | Mercedes                  | 59        | +4.880         | 2                | 18   |
| 3                                                                   | 23  | Alexander Albon    | Red Bull Racing-Honda     | 59        | +8.064         | 4                | 15   |
| 4                                                                   | 3   | Daniel Ricciardo   | Renault                   | 59        | +10.417        | 8                | 12   |
| 5                                                                   | 11  | Sergio Pérez       | Racing Point-BWT Mercedes | 59        | +15.650        | 7                | 10   |
| 6                                                                   | 4   | Lando Norris       | McLaren-Renault           | 59        | +18.883        | 11               | 8    |
| 7                                                                   | 26  | Daniil Kvjat       | AlphaTauri-Honda          | 59        | +21.756        | 12               | 6    |
| 8                                                                   | 16  | Charles Leclerc    | Ferrari                   | 59        | +28.345        | 5                | 4    |
| 9                                                                   | 7   | Kimi Räikkönen     | Alfa Romeo Racing-Ferrari | 59        | +29.770        | 13               | 2    |
| 10                                                                  | 5   | Sebastian Vettel   | Ferrari                   | 59        | +29.983        | 14               | 1    |
| 11                                                                  | 63  | George Russell     | Williams-Mercedes         | 59        | +32.404        | 18               |      |
| 12                                                                  | 8   | Romain Grosjean    | Haas-Ferrari              | 59        | +42.036        | 15               |      |
| Ret                                                                 | 18  | Lance Stroll       | Racing Point-BWT Mercedes | 42        | Defekt         | 6                |      |
| Ret                                                                 | 31  | Esteban Ocon       | Renault                   | 7         | Brzdy          | 10               |      |
| Ret                                                                 | 6   | Nicholas Latifi    | Williams-Mercedes         | 6         | Kolize         | 19               |      |
| Ret                                                                 | 20  | Kevin Magnussen    | Haas-Ferrari              | 5         | Kolize         | 20               |      |
| Ret                                                                 | 99  | Antonio Giovinazzi | Alfa Romeo Racing-Ferrari | 5         | Kolize         | 17               |      |
| Ret                                                                 | 55  | Carlos Sainz Jr.   | McLaren-Renault           | 5         | Kolize         | 9                |      |
| Ret                                                                 | 33  | Max Verstappen     | Red Bull Racing-Honda     | 0         | Kolize         | 3                |      |
| Ret                                                                 | 10  | Pierre Gasly       | AlphaTauri-Honda          | 0         | Kolize         | 16               |      |
| Nejrychlejší kolo: Lewis Hamilton (Mercedes) – 1:18.833 (v kole 58) |     |                    |                           |           |                |                  |      |
| Zdroj:                                                              |     |                    |                           |           |                |                  |      |

Poznámky
1. ↑  Lewis Hamilton získal jeden bod za zajetí nejrychlejšího kola.
2. ↑  Kimi Räikkönen obdržel penalizaci 5 sekund za přejetí čáry při zajíždění do boxové uličky.

## Průběžné pořadí po závodě
Pohár jezdců
|        | Pořadí | Jezdec          | Body |
| ------ | ------ | --------------- | ---- |
|        | 1      | Lewis Hamilton  | 190  |
|        | 2      | Valtteri Bottas | 135  |
|        | 3      | Max Verstappen  | 110  |
| 1      | 4      | Lando Norris    | 65   |
| 1      | 5      | Alexander Albon | 63   |
| Zdroj: |        |                 |      |

Pohár konstruktérů
|        | Pořadí | Konstruktér           | Body |
| ------ | ------ | --------------------- | ---- |
|        | 1      | Mercedes              | 325  |
|        | 2      | Red Bull-Honda        | 173  |
|        | 3      | McLaren-Renault       | 106  |
|        | 4      | Racing Point-Mercedes | 92   |
| 1      | 5      | Renault               | 83   |
| Zdroj: |        |                       |      |